# Guthrie (Texas)
Guthrie è un census-designated place (CDP) degli Stati Uniti d'America e capoluogo della contea di King nello Stato del Texas. La popolazione era di 160 abitanti al censimento del 2010. Si trova all'incrocio delle U.S. Routes 82 e 83, novantasei miglia ad est di Lubbock. Serve come quartier generale principale del Four Sixes Ranch.

## Geografia fisica
Guthrie è situata a 33°37′14″N 100°19′22″W (33.621341, -100.8322).
Secondo lo United States Census Bureau, il CDP ha una superficie totale di 4,61 km², dei quali 4,61 km² di territorio e 0 km² di acque interne (0,06% del totale).

## Storia
La storia di Guthrie inizia nel 1883, quando la Louisville Land and Cattle Company di Louisville, Kentucky, acquistò diverse centinaia di ettari in quella che poi divenne la contea di King. Il sito della comunità, che prese il nome dall'azionista della Louisville Land and Cattle, W.H. Guthrie, fu occupato nel 1891 da Andrew Chester Tackitt (figlio del reverendo Pleasant Tackitt, che aveva costruito la prima residenza di Guthrie). Quando nello stesso anno venne organizzata la contea di King, la Louisville Land and Cattle propose il piano della compagnia per il sito della città, chiamata Ashville, come capoluogo della contea. Tackitt si oppose fermamente a questa proposta e guidò una carica per portare invece il posto a Guthrie. La campagna molto combattuta di Tackitt alla fine si rivelò un successo, e non solo riuscì a far diventare Guthrie il capoluogo di contea, ma fu anche eletto come primo giudice della contea di King. Verso la fine del 1891, l'ufficio postale di Guthrie fu aperto al pubblico.
L'anno successivo, Tackitt e un uomo di nome Charlie Bradford, portarono legname dalla vicina comunità di Seymour e costruirono la prima scuola di Guthrie; un piccolo edificio di una sola stanza. Una scuola più grande seguì nel 1895, anche se l'insegnante solitario continuò a dipendere dalle scuole di Seymour e Benjamin per il curriculum. Il proprietario John Gibson iniziò a tenere una scorta di libri scolastici nel suo negozio a Guthrie nel 1897, diminuendo la dipendenza della scuola da altri distretti.
Nel 1904, Guthrie rivendicò 101 residenti e, sebbene ferita dagli effetti della grande depressione e del Dust Bowl, rimase stabile fino alla metà del XX secolo, con il censimento del 1950 che riportava lo stesso numero di 101 residenti di 46 anni prima. Nel 1959, le scuole nella vicina Dumont furono consolidate con le scuole di Guthrie e nel 1963 la popolazione era più che raddoppiata a 210.
La metà alla fine degli anni 1960, tuttavia, portò alla fine la crescita di Guthrie; la popolazione era scesa a 125 nel 1970. È aumentata a 140 nel 1980 e 160 nel 1990, una cifra mantenuta fino al censimento del 2010. Essendo una città aziendale, pochissime case a Guthrie sono di proprietà privata; la maggior parte dei residenti vive in alloggi forniti dai ranch 6666 (Four Sixes) o Pitchfork, o dal distretto scolastico.

## Società

### Evoluzione demografica
Secondo il censimento del 2010, la popolazione era di 160 abitanti.

### Etnie e minoranze straniere
Secondo il censimento del 2010, la composizione etnica del CDP era formata dal 98,75% di bianchi, lo 0% di afroamericani, lo 0,63% di nativi americani, lo 0% di asiatici, lo 0% di oceanici, lo 0,63% di altre razze, e lo 0% di due o più etnie. Ispanici o latinos di qualunque razza erano l'8,75% della popolazione.